# Campionati del mondo di mountain bike - Dual slalom femminile
Il dual slalom femminile era una delle prove inserite nel programma dei campionati del mondo di mountain bike. Si corse solo nelle edizioni 2000 e 2001, venendo quindi sostituito dalla prova di four-cross.

## Albo d'oro
Aggiornato all'edizione 2001.
| Anno | Vincitrice             | Seconda        | Terza           |
| ---- | ---------------------- | -------------- | --------------- |
| 2000 | Anne-Caroline Chausson | Tara Llanes    | Sabrina Jonnier |
| 2001 | Anne-Caroline Chausson | Katrina Miller | Tara Llanes     |

## Medagliere
| Pos.   | Nazione     | Oro | Argento | Bronzo | Totale |
| ------ | ----------- | --- | ------- | ------ | ------ |
| 1      | Francia     | 2   | 0       | 1      | 3      |
| 2      | Stati Uniti | 0   | 1       | 1      | 2      |
| 3      | Australia   | 0   | 1       | 0      | 1      |
| Totale | Totale      | 2   | 2       | 2      | 6      |

| Pos. | Atleta                 | Oro | Argento | Bronzo | Totale |
| ---- | ---------------------- | --- | ------- | ------ | ------ |
| 1    | Anne-Caroline Chausson | 2   | 0       | 0      | 2      |
| 2    | Tara Llanes            | 0   | 1       | 1      | 2      |
| 3    | Katrina Miller         | 0   | 1       | 0      | 1      |
| 4    | Sabrina Jonnier        | 0   | 0       | 1      | 1      |